# 27. децембар
27. децембар (27.12.) је 361. дан године по грегоријанском календару (362. у преступној години). До краја године има још 4 дана.

## Догађаји
- 1831 — Енглески природњак Чарлс Дарвин испловио бродом „Бигл“ из Плимута.
- 1882 — Указом краља Милана Обреновића о одобрењу Трговинског споразума и Конзуларне конвенције са САД, успостављени дипломатски односи Србије и САД.
- 1927 — Један од вођа Октобарске револуције и први шеф совјетске дипломатије Лав Троцки искључен из Комунистичке партије пошто је у политичким сукобима победила фракција Јосифа Стаљина. Троцки потом протеран из Совјетског Савеза и убијен у Мексику 1940. по Стаљиновом налогу.
- 1945 — У Вашингтону основан Међународни монетарни фонд.
- 1945 — Кореја подељена на две државе - Северну и Јужну Кореју.
- 1948 — Власти Мађарске ухапсиле римокатоличког кардинала Јожефа Миндсентија због антикомунистичког деловања.
- 1949 — Холандска краљица Јулијана потписала документ којим је Индонезија добила независност после више од три века холандске колонијалне управе.
- 1956 — Флота УН почела чишћење Суецког канала који су Египћани онеспособили током Суецког рата, потопивши у њему већи број бродова.
- 1969 — Либија, Судан и Уједињена Арапска Република су постигли договор о стварању војног, политичког и економског савеза.
- 1972 — Аустралија обуставила војну помоћ Јужном Вијетнаму и тиме окончала учешће у Вијетнамском рату.
- 1979 — Совјетски војници су заузели Таџбегову палату изван Кабула и убили авганистанског председника Хафизулу Амина и елиминисали његову елитну гарду.
- 1985 — У истовременим нападима палестинских терориста на путнике испред шалтера израелске авиокомпаније „Ел Ал“ на аеродромима у Риму и Бечу убијено 16 људи, међу њима и један нападач, а повређено више од 100.
- 1989 — Египат и Сирија после 12 година прекида обновили пуне дипломатске односе.
- 1995 — Француска извршила пету у серији нуклеарних проба у Јужном Пацифику, што је изазвало осуде широм света.
- 1996 — У Руанди почело прво суђење за геноцид учесницима масакра над 800.000 припадника племена Тутси 1994.
- 1996 — Бивши премијер Шпаније Фелипе Гонзалес саопштио да је Комисија ОЕБСа утврдила да је коалиција „Заједно“ победила на локалним изборима у 13 градова у Србији и у девет београдских општина. Протести грађана у Србији, који су тражили признавање изборних резултата, настављени упркос интервенцији полиције.
- 1998 — На северу Косова, после краткотрајног примирја, обновљени сукоби српских снага безбедности и косовских Албанаца.
- 1998 — Ирак саопштио да не признаје зоне забрањеног лета које је после Заливског рата 1991. Запад успоставио зону изнад севера и југа те земље и почео серију сукоба с америчким снагама.
- 2000 — Већина Руса за личност века изабрала вођу Октобарске револуције Владимира Иљича Лењина.
- 2000 — Кина и Куба у Хавани потписале протокол о јачању војне сарадње.
- 2001 — На општим изборима у Замбији, трећим општим изборима у тој земљи од стицања независности, гласачи сатима чекали да гласају.
- 2007 — Бивша пакистанска премијерка Беназир Буто убијена је у терористичком нападу у Равалпиндију, Пакистан.

## Рођења
- 1571 — Јохан Кеплер, немачки астроном, математичар и физичар. (прем. 1630)[1]
- 1822 — Луј Пастер, француски биолог, микробиолог и хемичар. (прем. 1895)[2]
- 1896 — Маурис де Вале, белгијски бициклиста. (прем. 1952)[3]
- 1901 — Марлен Дитрих, немачка глумица и певачица. (прем. 1992)[4]
- 1915 — Ђула Женгелер, мађарски фудбалер и фудбалски тренер. (прем. 1999)[5]
- 1934 — Лариса Латињина, совјетска гимнастичарка.[6]
- 1948 — Жерар Депардје, француско-руски глумац.[7]
- 1958 — Барбара Крамптон, америчка глумица.[8]
- 1968 — Дубравка Мијатовић, српска глумица.
- 1972 — Мирослав Чермељ, српски фудбалер.[9]
- 1980 — Дантеј Џоунс, амерички кошаркаш.[10]
- 1981 — Емили де Равин, аустралијско-америчка глумица.[11]
- 1984 — Енвер Аливодић, српски фудбалер.[12]
- 1984 — Жил Симон, француски тенисер.[13]
- 1986 — Шели-Ен Фрејзер-Прајс, јамајчанска атлетичарка.[14]
- 1988 — Хејли Вилијамс, америчка музичарка.[15]
- 1988 — Хорхе Гутијерез, мексички кошаркаш.[16]
- 1989 — Бенџамин Смит, енглески глумац.[17]
- 1990 — Милош Раонић, канадски тенисер.[18]
- 1992 — Рајан Боутрајт, амерички кошаркаш.[19]
- 1993 — Оливија Кук, енглеска глумица.[20]
- 1995 — Тимоти Шаламе, амерички глумац.[21]
- 1997 — Ана Коњух, хрватска тенисерка.[22]

## Смрти
- 1844 — Јован Мићић, рујански сердар. (рођ. 1785)
- 1848 — Стеван Шупљикац, аустријски генерал и српски војвода. (рођ. 1786)[23]
- 1923 — Гистав Ајфел, француски инжењер и архитекта (рођ. 1832)[24]
- 1972 — Лестер Боулс Пирсон, канадски државник, Нобелова награда за мир 1957. (рођ. 1897)[25]
- 1978 — Хуари Бумедијен, алжирски државник (рођ. 1932)[26]
- 1979 — Хафизула Амин, авганистански председник. (рођ. 1929)[27]
- 2000 — Радивоје Миловановић, атлетичар, најстарији српски олимпијац. (рођ. 1903)
- 2012 — Младен Млађа Веселиновић, позоришни глумац и преводилац. (рођ. 1915)[28]
- 2016 — Кари Фишер, америчка глумица најпознатија по улози принцезе Леје у филмском серијалу Звездани ратови.. (рођ. 1956)[29]

## Празници и дани сећања
- Свети мученици Тирс, Левкије, Филимон, Аполоније
- Иван, Јанош апостол
- Зул Хиџе (Zu-l Hidždže)
- Тевет